# Superdeporte
Superdeporte, també conegut com a Super Deporte és un diari esportiu valencià que pertany al grup editorial Prensa Ibérica, grup editor entre altres dels diaris Levante-EMV i Información d'Alacant.

## Rerefons
El Superdeporte se centra en l'actualitat esportiva d'àmbit valencià, principalment en el futbol d'equips valencians con el València CF, Vila-real CF i el Llevant UE. També dedica especial atenció al bàsquet i a la pilota valenciana. La seva seu és a l'Avinguda d'Aragó 2, a València.
L'edició en paper es publica en castellà en la seua totalitat. L'edició digital té versió en castellà i, des de l'1 de maig de 2016, també en català.